# Spaeleoleptes
Genre
Spaeleoleptes est un genre d'opilions Laniatores de la famille des Escadabiidae.

## Distribution
Les espèces de ce genre sont endémiques du Brésil. Elles se rencontrent dans les États du Minas Gerais et de Bahia dans des grottes.

## Liste des espèces
Selon World Catalogue of Opiliones (23/02/2024) :
- Spaeleoleptes gimli Pereira, Gallão, Bichuette & Pérez-González, 2024
- Spaeleoleptes spaeleus Soares, 1966

## Systématique et taxinomie
Ce genre a été décrit par Soares en 1966 dans les Phalangodidae. Il est placé dans les Escadabiidae par Kury et Pérez-González en 2007.

## Publication originale
- Soares, 1966 : « Novos opiliões da coleção "Otto Schubart" (Opiliones: Cosmetidae, Gonyleptidae, Phalangodidae). » Papeis Avulsos do Departamento de Zoologia, vol. 18, p. 103–115.